# البحرية 3 (فلم)
البحرية 3 (بالإنجليزية: The Marine 3: Homefront) هو فيلم حركة تم إنتاجه في الولايات المتحدة وصدر سنة 2013 بطولة ذا ميز ونيل ماكدونو وهو الجزء الثالث من سلسلة أفلام «البحرية».

## القصة
تدور أحداث الفلم في إطار من الحركة والتشويق، حول (جاك كارتر) الجندي المقاتل في البحرية الأمريكية من فئة القوات الخاصة، الذي يحاول إنقاذ أخته التي تم اختطافها بواسطة إحدى العصابات، والتي تحكمها أفكار متطرفة، ومتعصبة، فيقوم باستحضار خبراته القتالية بأكملها، حتى يقاتل تلك العصابة الشرسة بمفرده.

## الميزانية والإيرادات
كلف الفيلم ميزانية 1.5 مليون دولار وحقق أرباح تقدر بـ 5 ملايين دولار.

## وصلات خارجية
- مقالات تستعمل روابط فنية بلا صلة مع ويكي بيانات